# Princípio da precaução
O princípio da precaução é um princípio moral e político que determina que se uma acção pode originar um dano irreversível público ou ambiental, na ausência de consenso cientifico irrefutável, o ônus da prova encontra-se do lado de quem pretende praticar o acto ou acção que pode vir a causar o dano.
Em termos ambientais, surgiu na Convenção sobre Diversidade Biológica. A sua aplicação na área do ambiente prende-se sobretudo em precaver possíveis efeitos nefastos e irrecuperáveis, causados por acções que embora possam não estar cientifica e empiricamente provados que originem implicitamente esses danos, por precaução, não havendo comprovação de impactes negativos, a acção não deve ter lugar.
No direito brasileiro, há a distinção entre o princípio da prevenção e o princípio da precaução.
O princípio da precaução é considerado por alguns autores como um subprincípio da prevenção. Ambos orientam o dever de cuidado e proteção ao meio ambiente na hipótese de eventuais danos causados pela intervenção humana. Eles informam a atual tendência preventiva do Direito Ambiental brasileiro em detrimento da visão reparatória.
Apesar disso, a maior parte dos estudiosos considera o princípio da precaução como um princípio autônomo do Direito Ambiental e identifica especificidades que o diferenciam. Enquanto o princípio da prevenção busca a proteção e o acautelamento quanto aos possíveis impactos ambientais cientificamente comprovados, o princípio da precaução atua para a garantia contra os riscos ainda não comprovados ou descobertos pela comunidade científica.
O princípio da precaução funciona como um filtro contra impactos desconhecidos. O caso dos aparelhos celulares e os alimentos transgênicos podem ser citados como campos de incidência do princípio. Ainda não existe uma certeza científica quanto aos efeitos na natureza e na vida humana, por isso é fundamental uma maior certificação, prevenção e previsão sobre os impactos ambientais potenciais.
No âmbito do Direito Internacional, a primeira citação ao princípio foi efetuada pela Segunda Conferência Internacional sobre proteção do Mar do Norte em 1987. Ele ganhou reconhecimento internacional na Conferência das Nações Unidas sobre o Meio Ambiente e o Desenvolvimento, a Rio 92, elencado no princípio 15 da Declaração da Rio 92: “De modo a proteger o meio ambiente, o princípio da precaução deve ser amplamente observado pelos Estados, de acordo com as suas capacidades. Quando houver ameaça de danos sérios ou irreversíveis, a ausência de absoluta certeza científica não deve ser utilizada como razão para postergar medidas eficazes e economicamente viáveis para prevenir a degradação ambiental.”
No Brasil, ele está presente na Lei de Biossegurança  (artigo 1º da lei 11.105\05) e na Lei de Política Nacional sobre Mudança do Clima  (artigo 3º da lei 12.187\2009). Ademais, é amplamente adotado pela doutrina e pela jurisprudência.
Portanto, o princípio da precaução pauta-se por uma ética do cuidado para a máxima proteção contra danos ambientais diante de um cenário de incerteza sobre os potenciais efeitos de novas tecnologias e desastres ambientais